# Países patrocinadores do terrorismo internacional segundo os Estados Unidos

Países atualmente (em vermelho) e anteriormente (em verde) designados como "patrocinadores do terrorismo" pelo Departamento de Estado dos Estados Unidos.

"Patrocinadores do terrorismo" é uma designação aplicada pelo Departamento de Estado dos Estados Unidos para países que "repetidamente deram apoio para atos de terrorismo internacional". A inclusão na lista impõe sanções severas.
A lista começou em 29 de dezembro de 1979 com Líbia, Iraque, Iêmen do Sul e a Síria. Cuba foi adicionada à lista em 1 de março de 1982 e o Irã em 19 de janeiro de 1984. Mais tarde, a Coreia do Norte, em 1988, e o Sudão em 12 de agosto de 1993 seriam adicionados.

## Países da lista
- Irã - adicionado em 1984. O Irã fornece apoio financeiro, material e logístico para grupos terroristas e militantes em todo o Oriente Médio e Ásia Central.[1] Desde 2006, o Irã tem organizado envio de armas para o Taliban, incluindo armas ligeiras e munições correspondentes, lança-granadas-foguetes, morteiros, foguetes e explosivos plásticos. Durante a onda de manifestações pró-democracia na Síria, o Irã forneceu um amplo apoio, incluindo armas, financiamento e treinamento para ajudar o regime de Assad em sua repressão brutal. O Irã tem proporcionado centenas de milhões de dólares em apoio ao Hezbollah no Líbano e já treinou milhares de combatentes do Hezbollah em campos iranianos. O Irã forneceu armas, treinamento e financiamento para o Hamas e outros grupos terroristas como a Jihad Islâmica e a Frente Popular para a Libertação da Palestina. Irã tem colaborado com o rearmamento do Hezbollah em violação direta da Resolução 1701. Em 2011, foi o responsável pela tentativa de assassinato do embaixador saudita nos Estados Unidos. Em 2012, o Irã esteve envolvido em ataques terroristas na Índia, Tailândia, Geórgia e no Quênia. O país continua violando suas obrigações internacionais em relação ao seu programa nuclear.[2]
- Síria - "forneceu ao Hamas, Frente Popular para a Libertação da Palestina, Jihad Islâmica[3] e outras organizações terroristas asilo e privilégios para instalarem-se".[1]
- Sudão - adicionado em 1993. "Um certo número de grupos terroristas internacionais, incluindo a Al-Qaeda, a Jihad Islâmica Egípcia e palestina e o Hamas continuam usando o Sudão como um refúgio para logística e outras atividades de apoio".[1]

## Países retirados da lista
- Coreia do Norte - adicionada em 1988. Em 26 de junho de 2008, o presidente George W. Bush anunciou que iria retirar a Coreia do Norte da lista. Em 11 de outubro, o país foi oficialmente removido da lista por atender todos os requisitos de inspeção nuclear. O Norte foi inicialmente adicionado porque vendeu armas para grupos terroristas[4] e deu asilo a membros da Liga Comunista Japonesa-Exército Vermelho Japonês. O país também é o responsável pelo Atentado de Rangum e pelo atentado ao Voo 858 da Korean Air.
- Iraque - foi adicionado à lista de em 29 de dezembro de 1979 e removido em 1982 para permitir que as companhias estadunidenses vendessem armas aos iraquianos enquanto estavam lutando contra o Irã na Guerra Irã-Iraque, porém seria recolocado em 1990 após a invasão do Kuwait. A razão do Departamento de Estado para a inclusão do Iraque foi que forneceu bases para o Mujahedin-e-Khalq (MEK), o Partido dos Trabalhadores do Curdistão (PKK), a Frente pela Libertação da Palestina (FLP), e a Organização Abu Nidal (OAN). Foi novamente removido após a invasão de 2003 e a derrubada do governo de Saddam Hussein. Após a invasão, as sanções contra o Iraque foram suspensas em 7 de maio de 2003 e o presidente Bush anunciou a retirada do Iraque da lista em 25 de setembro de 2004.[5]
- Líbia foi adicionada em 29 de dezembro de 1979. Em 15 de maio de 2006, os Estados Unidos anunciaram que a Líbia seria removida da lista após um período de espera de 45 dias.[6] A secretária de Estado, Condoleezza Rice, explicou que isso se deveu "... ao compromisso contínuo da Líbia para a sua renúncia do terrorismo".[7]
- Iêmen do Sul - foi adicionado à lista em 29 de dezembro de 1979. Havia sido rotulado de patrocinador do terrorismo, devido ao seu apoio a vários grupos terroristas de esquerda. O Iêmen do Sul foi retirado da lista, em 1990, depois da unificação com a República Árabe do Iêmen (Iêmen do Norte), para se tornar o Iêmen.[8]
- Cuba - adicionada em 1982, continuava na lista porque o governo cubano proporcionava desde atenção médica e assistência política para as FARC e aos membros atuais e antigos do Pátria Basca e Liberdade (ETA) que continuam a viver em Cuba; entretanto, Cuba não fornece armas ou treinamento paramilitar ao ETA ou as FARC.[2][9] Como resultado do acordo de 17 de dezembro de 2014 para restabelecer as relações diplomáticas com Cuba, o presidente Barack Obama encarregou o Secretário de Estado a iniciar imediatamente a revisão da inclusão da ilha caribenha na lista e apresentar um relatório ao presidente dentro de seis meses sobre o suposto apoio de Cuba ao terrorismo internacional.[10] Obama anunciou em 14 de abril de 2015 que Cuba seria removida da lista.[11] Entretanto, o país não ficaria completamente fora da lista por conta de um período de avaliação de 45 dias, durante o qual o Congresso dos Estados Unidos poderia tentar bloquear a remoção de Cuba através de uma resolução comum.[12] O Congresso não agiu e Cuba foi oficialmente retirada da lista em 29 de maio de 2015.[13]

O Afeganistão nunca esteve na lista, apesar de um relatório em 2001 do Office of the Coordinator for Counterterrorism declarar que o Afeganistão quando era controlado pelo Talibã foi e continua sendo um ponto de encontro para os grupos e facções propendentes ao terrorismo. As sanções nunca aconteceram porque os Estados Unidos não reconheceram o Talibã como um governo legítimo e soberano do Afeganistão.